# Ivor Allchurch
Ivor John Allchurch, MBE (Swansea, 16 de outubro de 1929 - 10 de julho de 1997) foi um futebolista galês.

## Carreira

### Clubes
Um dos maiores jogadores do País de Gales, Allchurch jogou por 21 anos, principalmente no Swansea City (então Swansea Town), onde ficou por 14 temporadas, além do rival Cardiff City e do Newcastle United, sua única equipe não-galesa. Embora identificado com o Swansea, participou ativamente da goleada de 5 x 0 sobre sua ex-equipe enquanto jogava pelo Cardiff, em 1965. O resultado rebaixou os Swans à terceira divisão inglesa. Curiosamente, Allchurch transferiu-se para o Swansea na temporada seguinte, jogando lá até aposentar-se, em 1968.

## Seleção Galesa
O "Menino Dourado" do futebol galês jogou por Gales entre 1951 e 1966, tendo participado da Copa do Mundo de 1958, o único torneio em que a seleção se classificou. Acabou sendo o maior "artilheiro" da equipe, com 2 gols, o mais importante deles no jogo-desempate contra a, apesar de estar sem Ferenc Puskás, Zoltán Czibor Sándor Kocsis, ainda forte Hungria. Allchurch empatara a partida e os galeses virariam com Terry Medwin, classificando-se heroicamente para as oitavas-de-final, onde seriam derrotados para o Brasil na partida marcada pelo primeiro gol do menino Pelé em Copas.
Allchurch, que fora à Suécia com seu irmão Len, marcou 23 gols em 64 partidas pela Seleção Galesa, uma marca que só seria superada pelo goleador Ian Rush, em 1986.